# Vadsa
Vadsa – wieś w Estonii, w prowincji Võru, w gminie Rõuge.